# Christine Nilsson

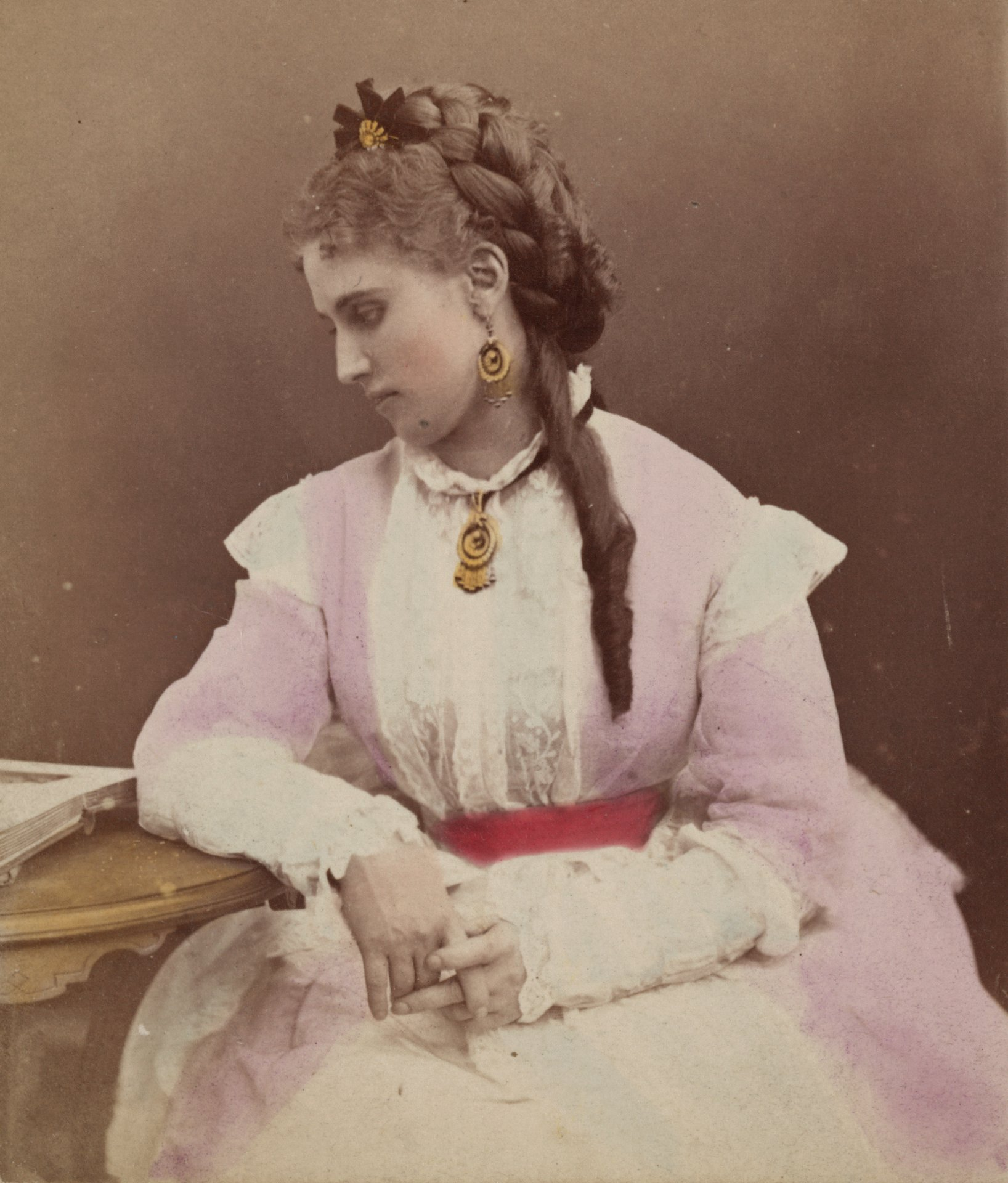
Christine Nilsson, 1874

Christine Nilsson de Casa Miranda (* 20. August 1843 in Vederslöv, Småland; † 21. November 1921 in Växjö), geboren als Kristina Jonasdotter, war eine schwedische Opernsängerin (Sopran).

## Leben
Christine Nilsson wurde auf dem Hof Sjöabol (auch „Snugge“ genannt), südlich von Växjö als Kind armer Eltern (Jonas Nilsson und Cajsa-Stina Månsdotter) geboren. Schon bald zog die Familie von Snugge nach Lövhult, einige Kilometer südlich, nachdem der Vater zahlungsunfähig wurde.
Dort musste sie zur Versorgung der Familie beitragen, unter anderem als Wache am Stein „Lövhulta fåle“. Durch ihren Gesang sparte sie Geld für eine Geige. Während der folgenden Jahre trat sie auf Märkten auf und sang und spielte unter anderem zusammen mit „Blinde Janne“ aus Gränna. Zu dieser Zeit wurde sie allgemein Stina på backen („Stina auf dem Hügel“) genannt. Ihr sängerisches Talent wurde 1857 auf dem Markt in Ljungby von einem Mäzen entdeckt, der ihre Gesangsausbildung in Göteborg finanzierte. Nach der Ausbildung reiste sie 1864 nach Paris und debütierte in Giuseppe Verdis Oper La traviata. In den folgenden Jahren trat sie auf verschiedenen Bühnen in Europa, Amerika und Russland auf und erreichte den Ruf als eine der größten Sängerinnen ihrer Zeit. Zu ihren Partnern auf der Bühne zählten unter anderem Charles Santley, Allan James Foley, Hugh Talbot und Victor Capoul.
Nach einem erfolgreichen Konzert in Stockholm, am 23. September 1885, wurde Christine von rund 50.000 Personen gefeiert. Als sie von einem Balkon des Grand Hotels sang, brach eine Panik aus, bei der 20 Menschen zu Tode kamen.
Christine Nilsson war zwei Mal verheiratet: 1872 ehelichte sie den französischen Bankier August Rouzeaud, der 1882 starb. Von 1887 bis zu seinem Tod im Jahre 1902 war sie mit dem spanischen Grafen Don Ángel Ramón María Vallejo y Miranda verheiratet. Durch diese Verbindung führte sie fortan den Titel Gräfin de Casa Miranda. Sie lebte von 1906 bis zu ihrem Tode 1921 in Sandsbro bei Växjö und wurde auf dem Tegnérfriedhof in Växjö begraben.